# Бран (Ен)
Бран (фр. Brens) је насељено место у Француској у региону Рона-Алпи, у департману Ен (Рона-Алпи).
По подацима из 2011. године у општини је живело 1184 становника, а густина насељености је износила 171,59 становника/km².

## Демографија
| 1962. | 1968. | 1975. | 1982. | 1990. | 2011. |
| ----- | ----- | ----- | ----- | ----- | ----- |
| 337   | 342   | 395   | 475   | 638   | 1.184 |